# Superžena
Superžena je český hraný film režisérky Evy Toulové z roku 2024, který produkovala společnost Copperfilm.

## Synopse
Superžena je romantický celovečerní film z prostředí třicátníků. Hlavní protagonistka, jako svobodná bezdětná třicátnice, nenaplňuje očekávání okolí, když netouží po závratné kariéře ani založení rodiny. Bojuje s každodenními tlaky tak dlouho, dokud nátlaku nepodlehne a nerozhodne se být perfektní Superženou ve všech ohledech tak, jak to společnost vyžaduje.

## Děj
Maja se jako šťastně zasnoubená připravuje na veselku s Davidem. Oslava čerstvých třicátých narozenin v ní ale způsobuje zkrat a dívka se začíná chovat zcela nepochopitelně. Všechno, co doposud vybudovala, úmyslně ničí. Ruší zásnuby, zpřetrhá rodinné vazby a uzavírá se do svého vlastního světa, ve kterém odmítá vyrůst. Teprve až svatba mladší sestry jí vrací na cestu, kterou se původně vydala.